# Перелік програмного забезпечення GNOME
Перелік застосунків, які розроблені для використання у середовищі GNOME.

## Офіційні застосунки
- AisleRiot — колекція пасьянсів
- Alacarte — редактор меню
- Baobab — аналіз використання жорстких дисків
- Banter — клієнт співпраці у реальному часі, зосереджений на великій трійці: тексту, голосу та відео
- blackjack (Gnome) — гра Блекджек
- Brasero — застосунок для пропалювання CD/DVD
- Coaster — застосунок для пропалювання компакт-дисків
- Cheese — програма для роботи з вебкамерою в стилі фотокіоску
- DeskbarApplet
- dia — інструмент для створення діаграм, що підтримує UML-моделювання
- dogtail — GUI test tool and automation framework, написаний на Python
- Drivel — блог-клієнт
- Ekiga — телефонія, відео конференції та VoIP
- Empathy — клієнт миттєвих повідомлень у Gnome
- Epiphany — браузер
- Evince — перегляд документів
- Eye of GNOME — перегляд зображень
- File Roller — архіватор
- gattaxx — гра
- Gcalctool — калькулятор
- gconf-editor — редактор конфігурацій
- GDM — X display manager
- gedit — текстовий редактор
- Geyes — A goofy little xeyes clone for the GNOME panel.
- gfloppy — форматувальник флоппі-дискет
- glines — гра
- gnet — a networking API built atop GTK's GLib library
- gnibbles — гра
- gnobots2 — гра
- gnome-cd — програвач аудіо-CD
- gnome control center
- gnome-dictionary
- GNOME Keyring — менеджер паролів
- gnome-mag — Desktop magnifier
- gnome-panel — панель GNOME
- gnome-nettool — діагностика мережі
- gnome-screensaver
- gnome-screenshot
- gnome-search-tool
- gnome-system-monitor
- gnome-system-tools
- Gnome Terminal — емулятор терміналу
- gnometris — гра тетріс
- gnome-utils
- gnome-volume-manager — демон для керування колонками, мікрофоном та іншим медіа
- gnomine — гра, клон сапера
- gnopernicus
- gnotravex — гра
- gnotski — гра
- gok — екранна клавіатура
- grecord — запис звуку
- gtali — гра
- gucharmap — таблиця символів
- iagno — гра
- logview — переглядач протокольних файлів
- Маджонг — гра
- Nautilus — файловий менеджер
- nautilus-cd-burner — простий випалювач CD-дисків
- Evolution — поштовий клієнт, органайзер
- pessulus — Lockdown editor
- Preferred applications — веббраузер, поштова програма, текстовий редактор та термінал[1]
- Gnome Print Manager — менеджер друку[2]
- Same Gnome — гра
- Sound Juicer — CD-ріппінг
- sabayon — редактор користувацьких профілів
- Tomboy — редактор заміток
- Totem — медіа-програвач
- Update-manager — GNOME-застосунок, що керує оновленням програмного забезпечення[3]
- vino — VNC-сервер
- Yelp — перегляд довідки
- Zenity — Show GUI dialogs from scripts

## Інші застосунки
Хоча GNOME може запускати більшість X11-сумісних додатків, у наступному списку представлені програмні продукти, які використовують бібліотеки та технології розробки GNOME, згруповані за тим, де вони, швидше за все, з’являться в структурі меню Gnome.

### Аксесуари
- Conduit Synchronizer — синхронізація фото/музики/нотаток/файлів тощо
- Gcalctool — калькулятор
- Leafpad — текстовий редактор
- Planner — програмне забезпечення для управління проєктами

### Ігри
- gbrainy

### Графіка
- Dia — a diagramming application
- F-Spot — менеджер фотографій
- gThumb — перегляд зображень
- GIMP — графічний редактор
- Inkscape — векторний графічний редактор

### Інтернет
- Balsa — поштовий клієнт
- Deluge — клієнт BitTorrent
- Empathy — мультипротокольний клієнт миттєвих повідомлень.
- Emesene — Instant Messenger
- Evolution — Email Client and Calendaring Application
- Gabber — миттєві повідомлення
- Gajim — миттєві повідомлення
- Galago — Desktop presence
- Galaxium — Instant Messenger
- Gwget — менеджер завантажень
- Liferea — агрегатор RSS
- Pidgin — миттєві повідомлення
- Smuxi — User-friendly IRC Client
- XChat — клієнт IRC

### Офіс
- AbiWord — текстовий процесор
- GnuCash — фінансовий менеджер
- Gnumeric — табличний редактор
- GNOME-DB — менеджер баз даних
- Bond — Database frontend
- OpenOffice.org — офісний пакет

### Інші
- Alexandria — Менеджер зібрань (книжкових)
- AutoScan-Network — AutoScan-Network is a network discovering and managing application
- Beagle — локальний пошуковик
- GCstar — менеджер колекцій
- GRAMPS — генеалогічне програмне забезпечення
- PSPPIRE — the Gnome front end to PSPP
- Scribes — текстовий редактор
- Seahorse — GPG Front-end
- Guake — випадаючий термінал

### Tablet Applications
- Gournal — pen notetaking application
- Xournal — pen notetaking application
- Jarnal — pen notetaking application

### Programming
- Anjuta — IDE[4]
- Conglomerate — редактор XML
- Scaffold — середовище розробки
- Mono — середовище розробки .NET
- OpenLDev — середовище розробки

### Звук та відео
Маніпуляції із дисками
- Brasero — запис CD та DVD
- Coaster — застосунок для запису CD
- GnomeBaker — запис CD та DVD
- Goobox — CD Ripper and Player
- Graveman — запис CD
- Grip — CD ріппінг
- Serpentine — запис Audio CD

Музика
- Audacious — Music Player
- Banshee — музичний програвач
- Gnomoradio — Music Jukebox with Built-in Discovery
- Listen — музичний програвач
- Muine — музичний програвач
- Rhythmbox — музичний програвач
- Exaile — музичний програвач

Відео
- CeeMedia — каталог відео
- Diva — відеоредактор
- GCfilms — Movies Collection Manager
- Gnome Subtitles — Video Subtitling
- Thoggen — DVD backup utility

Інше
- Parano — HashFile Manager

### Системні утиліти
- GNOME Commander — двопанельний файловий менеджер
- GParted — розбиття дисків
- wnck — the Window Navigator Construction Kit

## Виноски
1. ↑  Preferred Applications. Архів оригіналу за 28 лютого 2008. Процитовано 27 жовтня 2008.
2. ↑  Архівована копія. Архів оригіналу за 11 березня 2007. Процитовано 27 жовтня 2008.{{cite web}}:  Обслуговування CS1: Сторінки з текстом «archived copy» як значення параметру title (посилання)
3. ↑  Debian — Details of package update-manager in etch
4. ↑  Anjuta стала офіційною частиною GNOME 2.22 Замітки до випуску GNOME 2.22. Архів оригіналу за 12 березня 2012. Процитовано 10 липня 2008.